# Ogemaw megye
Ogemaw megye az Amerikai Egyesült Államokban, azon belül Michigan államban található. Megyeszékhelye és legnagyobb városa West Branch. Lakosainak száma 20 770 fő (2020. április 1.). Ogemaw megye Oscoda, Gladwin, Alcona, Crawford, Roscommon, Iosco és Arenac megyékkel határos.

## Népesség
A megye népességének változása:
| Lakosok száma | 21 641 | 21 526 | 21 430 | 21 234 | 20 937 | 20 770 |
|               | 2010   | 2011   | 2012   | 2013   | 2015   | 2020   |